# Šaráda
Šaráda byla zábavný televizní pořad s hlavními protagonisty Karlem Šípem a Jaroslavem Uhlířem, který vysílala Československá televize a později Česká televize v letech 1990–1996.
Podtitul pořadu zněl závislý zábavný občasník a tím přímo narážel na tehdejší módu, kdy se zejména v záhlaví tištěných novin objevovaly podtituly nezávislý deník apod. Celý pořad odrážel společenské dění, a to jak přímo (například fiktivní privatizací Kavčích hor či zesměšňováním pořadů začínající TV Nova), tak nepřímo (například v parodicky angažovaných scénkách s majorem Zemanem či Nejmladším z rodu Hamrů).
Závěrečnou písní pořadu byla vždy píseň Kupte si smích, ve které se textař Karel Šíp opět strefoval do typického průvodního jevu 90. let: „Kupte si smích, za rok bude dražší.“
Pořad přímo navazoval na dřívější pořady téže dvojice Hitšaráda, Galasuperšou a Klip klap. Šlo o jeden z posledních estrádních pořadů České televize, který propojoval inteligentní konverzační humor s písněmi. Podle Uhlíře pořad skončil automaticky tím, jak se každý z dvojice začal profilovat jinak, Šíp jako moderátor vlastních talk show a Uhlíř jako muzikant.

## Seznam dílů
1. (premiéra 19. července 1990) – režie Antonín Vomáčka, kamera Petr Prima, účinkují: Ladislav Křížek se skupinou Kreyson, Vladimír Mišík se skupinou Etc... a další, 54 minut[2]
2. (premiéra 30. září 1990) – režie Antonín Vomáčka, kamera Petr Prima, účinkují: Jaroslav Satoranský, skupina Panika, skupina Babalet a další, 55 minut [3]
3. (premiéra 28. prosince 1990) – režie Antonín Vomáčka, kamera Petr Prima, účinkují: Ivan Mládek, Vladimír Brabec a skupina Žentour, 52 minut[4]
4. (premiéra 30. března 1991) – režie Antonín Vomáčka, kamera Petr Prima, účinkují: Bára Basiková, M. Němec, Marcela Holanová, Michael Kocáb a Petr Hapka, 62 minut[5]
5. (premiéra 14. června 1991) – režie Antonín Vomáčka, kamera Petr Prima, účinkují: Karel Gott, skupina Team, Miloš Kopecký a Roman Skamene, 57 minut[6]
6. (premiéra  11. října 1991) – režie Antonín Vomáčka, kamera Petr Prima, účinkují: skupina České srdce, Helena Vondráčková a Boris Hybner, 58 minut[7]
7. (premiéra 29. prosince 1991) – režie Antonín Vomáčka, kamera Petr Prima, účinkují: Milan Knížák, skupina Elán a Jiří Bartoška, 61 minut[8]
8. (premiéra 10. dubna 1992) – režie Antonín Vomáčka, kamera Petr Prima, účinkují: Iveta Bartošová, Vilém Čok a Josef Abrhám, 57 minut[9]
9. (premiéra 25. června 1992) – režie Antonín Vomáčka, kamera Petr Prima, účinkují: Jana Hlaváčová, Pavel Bobek, Jan Kalousek se skupinou ZOO a další, 58 minut[10]
10. (premiéra 28. prosince 1992) – režie Antonín Vomáčka, kamera Petr Prima, účinkují: Richard Müller, Otakar Černý, Zuzana Bubílková, Yo Yo Band a další, 61 minut[11]
11. (premiéra 12. června 1993) – režie Antonín Vomáčka, kamera Petr Prima, účinkují: Věra Martinová, Luděk Sobota, Martin Zounar, J. Pacák, Petr Janda se skupinou Olympic a další, 62 minut[12]
12. (premiéra 28. prosince 1993) – režie Antonín Vomáčka, kamera Petr Prima, účinkují: Janek Ledecký, Peter Nagy, Marek Vašut a další, 59 minut[13]
13. (premiéra 25. června 1994) – režie Viktor Polesný, kamera Petr Prima, účinkují: Yvonne Přenosilová, Bolek Polívka, skupina Buty a další, 56 minut[14]
14. (premiéra 22. prosince 1994) – režie Viktor Polesný, kamera Jiří Lebeda, účinkují: Marta Kubišová, Jan a František Nedvědovi, Jiřina Bohdalová a další, 59 minut[15]
15. (premiéra 7. dubna 1995) – režie Viktor Polesný, kamera Vladimír Holomek, účinkují: Jiří Suchý, Miroslav Donutil a skupina Žlutý pes, 70 minut[16]
16. (premiéra 31. prosince 1995) – režie Viktor Polesný, kamera Jan Osten, účinkují: Miroslav Horníček, Jiří Suchý, Petr Novák, Miroslav Žbirka a další, 55 minut[17]
17. (premiéra 8. června 1996) – režie Viktor Polesný, kamera Jan Osten, účinkují: Zdeněk Svěrák, Felix Holzmann, Darina Rolincová, Spirituál kvintet a další, 56 minut[18]
18. (premiéra 30. prosince 1996) – režie Viktor Polesný, kamera František Procházka, účinkují: Bolek Polívka, Lenka Kořínková, Iveta Bartošová, Marcela Holanová a další, 59 minut[19]

Střihové díly
- Inventura v Šarádě (premiéra 9. října 1992) – nereprízováno po roce 2000
- Inventura v Šarádě (premiéra 11. dubna 1993)[20]
- Malá Šaráda (premiéra 29. října 1993) – nereprízováno po roce 2000
- Šaráda (premiéra 8. července 1995)[21]
- Šaráda - speciál (premiéra 7. června 1997)[22]